# Rastislav Gabák
Rastislav Gabák (* 18. října 1974 Snina) je bývalý slovenský fotbalista.

## Fotbalová kariéra
Do Tatranu Prešov přišel z FC Vihorlat Snina. V československé nejvyšší soutěži nastoupil za Tatran Prešov v jednom utkání, aniž by skóroval. Toto střetnutí se hrálo v sobotu 20. března 1993 v Českých Budějovicích a domácí v něm zvítězili 2:0.
Od 1. srpna 1997 do začátku května 2003 byl hráčem MFK Zemplín Michalovce.

## Ligová bilance
| Ročník                                   | Zápasy | Góly | Minuty | Klub          |
| ---------------------------------------- | ------ | ---- | ------ | ------------- |
| 1. československá fotbalová liga 1992/93 | 1      | 0    | –      | Tatran Prešov |
| CELKEM                                   | 1      | 0    | –      |               |